# 766

766(칠백육십육)은 765보다 크고 767보다 작은 자연수다.

## 수학
- 합성수로, 그 약수는 1, 2, 383, 766이다. 진약수의 합은 386이므로, 766은 부족수다.
  - 231번째 반소수다. 앞의 반소수는 763, 다음 반소수는 767이다.
- 65번째 불가촉수다. 앞의 불가촉수는 756, 다음은 768이다.
- 18번째 중심있는 오각수다. 앞의 중심있는 오각수는 681, 다음은 856이다.
- 자릿수 제곱합이 제곱수인 65번째 자연수다. ({\displaystyle 7^{2}+6^{2}+6^{2}=11^{2}}) 이 성질을 지닌 앞의 수는 744, 다음 수는 800이다. (OEIS의 수열 A175396)
- {\displaystyle 766=10^{2}+15^{2}+21^{2}}
  - 연속하는 세 삼각수의 제곱합으로 나타낼 수 있으며, 이 성질을 지닌 앞의 수는 361, 다음 수는 1450이다.

## 과학
- NGC 766(영어판): 물고기자리 방향에 있는 타원은하.
- 766 모군티아(영어판): 소행성.

## 교통
- 현도 제766호선

## 군사
- 766 해군 항공대(영어판): 과거 존재한 영국의 해군 항공대.
- U-766: 제2차 세계 대전에 사용된 나치 독일의 군용 잠수함. 제2차 세계 대전의 종전 후 프랑스 해군에 편입되어 ‘로비(Laubie)’라는 이름으로 사용되었다.
- 제766독립보병연대: 6·25 전쟁 기간에 존재했던 조선인민군의 경보병 부대.

## 문화유산
- 대한민국의 보물 제766호: 	묘법연화경 권4~7

## 기타
- 연도: 766년, 기원전 766년